# Satoru
Satoru (悟) est un prénom japonais masculin.

## Personnes célèbres
- Satoru Akahori
- Satoru Anabuki
- Satoru Asari
- Satoru Furuta
- Satoru Inoue
- Satoru Iwata
- Satoru Kobayashi
- Satoru Mochizuki
- Satoru Nakajima
- Satoru Noda
- Satoru Okada
- Satoru Ono
- Satoru Ōtomo
- Satoru Satō
- Satoru Sayama
- Satoru Shibata
- Satoru Suzuki
- Satoru Terao
- Satoru Uyama
- Satoru Yamagishi

- Pour l'ensemble des articles sur les personnes portant ce prénom, consulter :
  - la liste des articles dont le titre commence par ce prénom
  - les listes produites par Wikidata : Liste des personnes de prénom « Satoru » — même liste en incluant les éventuels prénoms composés qui contiennent « Satoru ».